# ツールバー
ツールバー（英語: toolbar）とは、アプリケーションソフトウェアの機能を割り当てたアイコン付きのボタンなどが置かれる帯状の領域のことである。

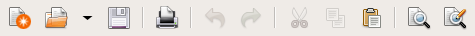
Ubuntuで動作するgeditのツールバー

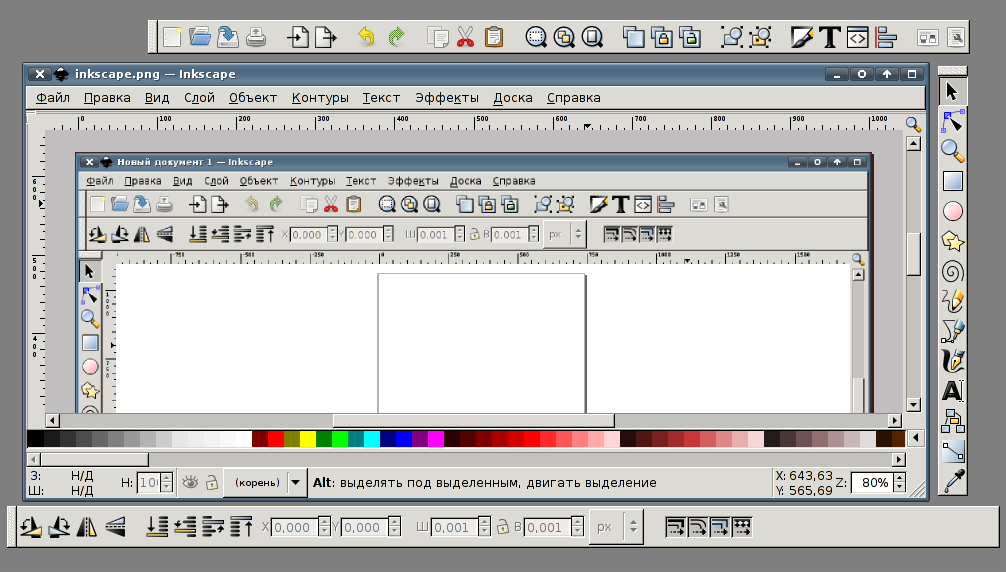
Inkscapeの分離されたツールバー。グラフィックエディタなどいくつかのアプリケーションではツールバーを分離してウィンドウや他のツールバー間を移動することが出来る。

## 概要
通常、アプリケーションの機能はメニューに割り当てられ、マウスでクリックした時にイベントドリブンで起動する。しかしメニューは階層構造なので、深い階層にあるメニュー項目に割り当てられた機能を起動するのは手間がかかる。そこで良く使う機能をボタンに割り当てて画面の上部の目立つ場所に並べて、マウスでダイレクトにクリックして起動する仕組みを作った。これがツールバーである。ツールバーにはボタン以外に、スピンボタンやラジオボタン、コンボボックスやドロップダウンリスト、チェックボックス、区切りマークなども配置することが出来る。ツールバーは必ずある訳ではなく、Microsoft Windowsのメモ帳には存在しない。また画面を広く使う等の理由で、ユーザーが設定して表示しないことも出来る。
伝統的なMicrosoft Windowsのアプリケーションでは、ウィンドウのタイトル領域の下にメニューバーが置かれ、その下にツールバーが置かれることが多い。一般的なツールバーはウィンドウの横幅一杯に広がり、複数のツールバーを何段も置くことが出来る。Microsoft Office 2003のように機能数が多いアプリケーションでは、「ドッカブルツールバー」が多用される。「ドッカブルツールバー」は移動可能な小型のツールバーで、「切り取り」と「コピー」と「貼り付け」のような同じの系統の機能を持つボタンが配置される。ツールバーとは親子関係で、ツールバーの中にドッカブルツールバーが複数置かれる。ドッカブルツールバーはユーザーがカスタマイズ出来ることが多い。例えばボタンの場所をドラッグ・アンド・ドロップで移動したり、ドッカブルツールバーをツールバーの外に出してフローティングパレット化したり、ツールバーに再びドッキングすることも出来る。
Microsoft WindowsのツールバーはWindowsのコモンコントロールの一つであり、comctl32.dllに実装されている。長年に渡って改良されているが、仕組み自体はWindows 95の頃から存在する。マイクロソフトはOffice 2007以降、ツールバーの代わりにリボン (GUI)の採用を増やしている。

### 用語
クールバー（英語：CoolBar）ドッカブルツールバーの一種。Microsoft Visual Basicのコントロールの1つで、同時期のInternet Explorerなどでも使われた名称である。Visual Basic 5.0 SP2以降のComct332.ocxに実装され、マウスカーソルがアイコンの上に移動した時、アイコンが浮かび上がる等のクールな視覚効果機能を持っていた。Microsoft Visual C++のMFCコントロールでは親をRebarコントロール、子をバンドと呼んだ。

## ウェブブラウザに於けるツールバー
一般的なウェブブラウザには、戻るボタンや進むボタン、ホームボタン、更新ボタン、中止ボタンなどが配置されたツールバーと、ユーザーがよく使うブックマークやブックマークレットをボタン化して置くことが出来るツールバーが用意されている事が多い。前者はInternet Explorerでは「コマンドバー」、Firefoxでは「ナビゲーションツールバー」と呼ばれている。後者はInternet Explorerでは「お気に入りバー」、Firefoxでは「ブックマークツールバー」、Google Chromeでは「ブックマークバー」と呼ばれている。
この他にブラウザメーカー以外の第三者（サードパーティー）が提供し、ユーザーが任意でインストールするツールバーもある。Yahoo!JAPANのような大規模なポータルサイトはニュースやウェブメール、オークションなど様々なサービスを提供している。サードパーティーのツールバーはそれらのウェブサイトやウェブアプリケーションの機能をボタンに割り当てて、複数のサービスを横断的に統合し、他のウェブサイトを閲覧中でもツールバーから直接利用できるようにしている。ツールバーは独自の付加機能も持っていて、検索結果を一覧表示し、文章中に含まれる検索キーワードをハイライト表示したり、検索履歴やキーワードの入力補完機能を提供している場合がある。ボタンは個人の好みに合わせてカスタマイズ出来て、ユーザーが統合するサービスを追加出来る場合がある。
ツールバーはユーザーがひとたびインストールを許可すると即座にウェブブラウザにインストールされ、ウェブブラウザに常駐する。ポータルサイトにとってツールバーは、ユーザーを常に自社のサービスに繋ぎとめ、利用を促す販促ツールである。ツールバーの中には、利用を促すためにユーザーにポイントを付与する物がある。検索サービスを提供する会社にとっても、ツールバーの存在は無視できないほど大きい。例えば楽天ツールバーには100万人/月のユーザーがおり、約2億クエリー/月の検索（2011年）を行ってGoogle AdSenseの広告を表示している。アメリカでは総検索数の約1割（2005年）がツールバーから行われると言う。またユーザーが閲覧したウェブサイトを集計し、インターネット視聴率を算定する機能を持つ物もある。例えばAlexaツールバー、Google ツールバー、Yahoo!ツールバーなどが有名である。インターネットの無料コンテンツは広告によって支えられている事が多いため、広告費算定の基礎となる視聴率の収集はやむを得ない面がある。また収集した情報の一部はアレクサ・インターネットのウェブサイトやGoogleのDoubleClick Ad Plannerなどで公開され、ユーザーに還元されている。一方で、ウィルス対策ソフトの中には情報収集機能を持つツールバーをアドウェアとして検出する物があり、セキュリティを不安視する人も居る。またツールバーの中にはアフィリエイトプログラムに参加して、収入を得ているものがある。例えば検索プラグインの一種であるJWordを同梱するツールバーは、インストール1件につき10円の成功報酬を得ているようである。

### 歴史
最初の常駐型サードパーティー製ツールバーが登場したのは、Internet Explorer 3.0の頃だった。Alexaがツールバーを発表し、ウェブサイトのトラフィックを測定したり、所有者や最終更新日時などのウェブサイトの情報を表示した。その後、閲覧中のウェブサイトと類似するウェブサイトを表示する機能も追加された。この頃はまだGoogleがなく、常時接続のブロードバンド回線も普及していなかった。ディレクトリ型検索エンジンとテレホーダイが主流で、コンテンツを探すのも閲覧するのも一苦労だった。またウェブブラウザも開発途上で、ツールバーは現在のような外観ではなく、ウェブブラウザのサイドバーやフッターに表示されていた。
現在のような外観になったのは、 Internet Explorer 5の頃のようである。ActiveXコントロールで作成されたYahoo! Companionは、ブラウザのツールバーに表示することが出来た。1999年から2002年にかけて、ツールバーのブームが起き、プロバイダやポータルサイト、企業のウェブサイトが次々と自社のツールバーを発表し、インストールしても全ては表示しきれないほどだった。2003年の調査によるとユーザーの約半分がツールバーを利用したことがあり、Googleツールバー、Exciteツールバー、Yahoo！コンパニオンが人気だった。検索機能が人気で、ハイライト機能や辞書機能もそれなりに使われていた。ちょうどこの頃、日本でインターネットが本格的に普及した。インターネット利用率は2001年に5割を超え、利用者は1999年から2002年の3年間で約2.6倍になった。ツールバーで新規顧客を獲得してリピーターにする為に、激しい競争が行われたようである。
2004年、ブロードバンド回線の利用率が5割を超え、常時接続が当たり前となった。ユーザーの人気が高いツールバーを軸に、マイクロソフトとGoogleの戦いが始まった。この年、GoogleはGmailのサービスを開始し、Gmail Notifierでツールバーに統合した。またツールバーと一緒にGoogleデスクトップを配布して、マイクロソフトからデスクトップの覇権を奪おうとした。Googleは2004年にリリースされたFirefoxにもツールバーを供給し、検索の成功報酬を支払うことでInternet Explorerのシェアを脅かした。堀江貴文が自社のポータルサイトに集客するために、プロ野球球団買収やニッポン放送買収を行おうとしていたのも、この時期である。ライブドアはポータルサイトの整備を行い、ツールバーを発表した。堀江の目論見どおり、BtoC市場の市場規模は2005年の3兆4560億円から2010年には7兆7880億円へと倍増した。
Yahoo!JAPANは2008年から、自社のツールバーをカスタマイズした提携企業向けのツールバーを大量に発表した。2012年現在「ANA」ツールバー（2008年）、「ニッセン」ツールバー（2009年）、「海物語」ツールバー（2010年）、「ラブベリー」ツールバー（2011年）など約50個に及ぶツールバーを発表している。一方、2008年はノートパソコンの比率が約7割となり、ネットブックやiPhoneのような新しい形態のパソコンが台頭した時代でもあった。これらはデスクトップパソコンと比べて画面サイズが小さく、従来のブラウザのGUIではWebページの表示領域が狭くなってしまった。この時期に発表されたGoogle Chrome（2008年）、Firefox 4（2010年）、Internet Explorer 9（2011年）などのウェブブラウザは検索ボックスとアドレスバーを統合して、最小限のインターフェースで「ピクセルフレンドリー」になるようにGUIを再設計されていた。ツールバーも面積削減の対象で、ウェブブラウザのスピード競争などもあり、常駐型のツールバーは時代に合わなくなったようである。GoogleはGoogle Chrome用のGoogleツールバーを発表せず、Firefox用のGoogleツールバーの開発も停止した。
2017年10月31日、Internet Explorer版Yahoo!ツールバーのサービスが終了した。Google Chrome版とFirefox版のサービスもすでに終了しており、すべてのブラウザでサポートされなくなった。これに対し、窓の杜は見出しで「Webブラウザー向けツールバーの時代に幕が下りる」と記した。

### 沿革
- 1996年8月 - Internet Explorer 3が公開された[43]。
- 1997年7月 -  Alexa Toolbarが公開された[21]。翌年にはAlexa 2.0が公開された[22]。
- 1999年3月 - Internet Explorer 5が公開され、Web Accessoriesツール集としてAlexa Explorer barやAltaVista社のAV Power Toolsなどが配布された[23]。
- 1999年5月 - Yahoo! Companionが公開された[24]。
- 2000年6月 - gooスティックが公開された[44]。
- 2000年12月 - Googleツールバーが公開された[45][46]。
- 2001年6月 - インフォシークツールバーが公開された[47]。
- 2001年9月 - アメリカでインターネット・バブルが崩壊し、日本でYahoo! BBがサービスを開始した。
- 2001年12月 - エキサイトバーが公開された[48]。
- 2002年3月 - 日本版のYahoo!コンパニオンが公開された[49]。
- 2002年4月 - BIGLOBEツールバーが公開された[50]。
- 2002年5月 - asahi.comツールバー 1.0A[51]とLycosツールバー v2.0が公開された[52]。
- 2002年12月 - MapFan Webツールバーが公開された[53]。
- 2003年12月 - はてなツールバーが公開された[54]。
- 2004年3月 - MSNツールバーが公開された[55]。
- 2004年4月 - Amazon.comのA9 Toolbarが公開され[56]、Gmailがサービスを開始した[29]。
- 2004年11月 - GoogleツールバーやGoogleデスクトップなどを含む「Googleパック」が公開された[30]。
- 2005年5月 - YOMIURI ONLINEのYOLツールバーが公開された[57]。
- 2005年6月 - livedoorツールバーが公開された[34]。
- 2007年8月 - mixiツールバーが公開された[58]。
- 2008年6月 - Yahoo!JAPANがANAツールバーなどの提携ツールバーを大量に発表しはじめた[37]。
- 2008年9月 - リーマン・ショックが起きた。楽天ツールバーが公開された[59]。
- 2008年10月 - amazon.comのアソシエイト・ツールバーが公開された[60]。
- 2009年3月 - AOLツールバーが公開された[61]。
- 2009年7月 - NAVERツールバーが公開された[62]。
- 2009年12月 - Bingバーが公開された[63]。
- 2011年4月 -「ラブベリー」ツールバー[37]やInternet Explorer 9が公開された。
- 2011年7月 - Firefox用のGoogleツールバーの開発が停止された[41]。
- 2017年10月 - Yahoo!ツールバーのサービスが終了した[42]。

### 主なツールバー
- Yahoo!ツールバー
米Yahoo!版は1999年、Yahoo! Japan版は2002年に登場し、当初はYahoo!コンパニオンと名づけられていた。日米共に人気が高く、アメリカでは2億8200万クエリー/月（2005年7月）の検索があり、ツールバーからの検索シェアの半分を占めた[12]。日本でもTOP3に入る人気（2003年、2007年）で[26][64]、特に若者（10代）と高齢者（60代）に支持されている（2004年）[65]ようである。日本では2008年から提携企業用にカスタマイズしたツールバーを大量に発表しており[37]、2012年にGoogle ChromeとSafariに対応した[66]。2017年10月31日サービス終了。
- Google ツールバー（Google）
- @niftyツールバー（ニフティ、2018年3月15日サポート終了）
- AOLツールバー（AOL）
- BIGLOBEツールバー（ビッグローブ、2016年3月24日サービス終了）
- Bingツールバー（Microsoft）
- gooスティック（NTTレゾナント、2016年3月22日サービス終了）
- livedoorツールバー（ライブドア、2011年9月30日サービス終了）
- NAVERツールバー（ネイバージャパン、2013年4月10日サービス終了）
- OCNツールバー（NTTコミュニケーションズ、2016年3月22日サービス終了）